# Mainstream jazz

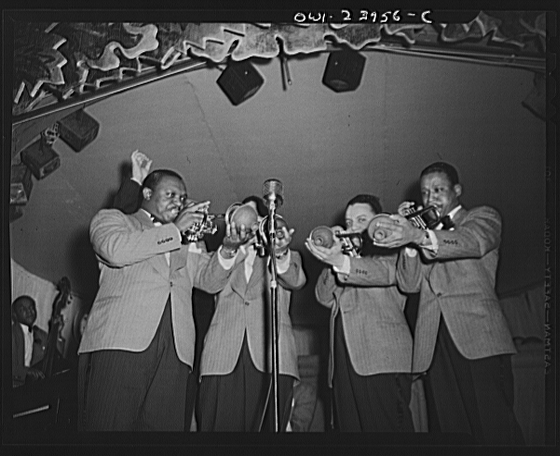
Duke Ellington Orchestra

Il jazz mainstream è un termine coniato nel 1950 dal giornalista musicale Stanley Dance, che considerava qualsiasi cosa all'interno del jazz popolare dell'era swing "mainstream", e non includeva lo stile bebop.

## Il jazz nel mainstream
Dopo che Dance definì il jazz mainstream negli anni '50, la definizione cambiò con l'evoluzione e la progressione della musica jazz. Ciò che allora era mainstream non sarebbe considerato mainstream adesso. In senso generale, il jazz mainstream può essere considerato ciò che era più popolare all'epoca: ad esempio, durante l'era dello Swing, lo swing e la musica delle big band erano al loro apice e quello che il pubblico stava cercando. Sebbene il bebop fosse stato introdotto nel jazz in quel periodo, il pubblico non aveva sviluppato l'orecchio per esso.

### Musicisti jazz mainstream
I musicisti jazz elencati di seguito erano considerati o musicisti "mainstream", o sono influenzati dai musicisti mainstream.

#### L'era swing
- Duke Ellington ha avuto un'influenza importante sul jazz mainstream; la sua musica durante l'era dello swing non era nota per aver infranto le regole.[2]
- Coleman Hawkins ha dato un contributo significativo alla musica delle big band prima di introdurre il bebop nel suo stile.[3]
- Johnny Hodges era un membro dell'Orchestra di Duke Ellington e divenne una voce familiare all'interno dell'orchestra stessa.[4]
- Benny Carter ha avuto una grande influenza sullo stile della big band.
- Roy Eldridge è stato definito uno dei musicisti jazz più influenti sia nell'era dello swing che nello sviluppo del bebop. Il suo modo di suonare la tromba è stato influenzato da Louis Armstrong.[5]
- Buck Clayton: Jam Session (Mosaic Records CD 144, 1956) con Coleman Hawkins
- Ben Webster: Meets Oscar Peterson (Verve, 1959)
- Lester Young: Lester Swings (Verve, 1952–58)
- John Bunch & Bucky Pizzarelli: NY Swing (LRC 1992)
- The Count Basie Bunch: Too Marvellous For Words (Vanguard 1957–58)

## Il jazz mainstream nella cultura popolare
Negli anni Cinquanta e Sessanta il jazz era una parte integrante della cultura pop. La musica jazz era alla radio e Hollywood spesso incorporava il jazz in televisione e nei film.